# گوینوجک
گوینوجک (به ترکی استانبولی: Göynücek) یک منطقهٔ مسکونی در ترکیه است که در استان آماسیه واقع شده‌است.